# Robert Hudson (1. wicehrabia Hudson)
Robert Spear Hudson, 1. wicehrabia Hudson CH (ur. 15 sierpnia 1886, zm. 2 lutego 1957) – brytyjski polityk, członek Partii Konserwatywnej, minister w rządach Stanleya Baldwina, Neville'a Chamberlaina i Winstona Churchilla.

## Życiorys
Był najstarszym synem Roberta Williama Hudsona i Gerdy Marion Bushell. Wykształcenie odebrał w Eton College oraz w Magdalen College na Uniwersytecie Oksfordzkim. W 1911 r. wstąpił do Służby Dyplomatycznej.
W 1924 r. został wybrany do Izby Gmin jako reprezentant okręgu Whitehaven. Okręg ten reprezentował do swojej porażki w wyborach 1929 r. Do parlamentu powrócił dwa lata później jako reprezentant okręgu Southport.
W latach 1931–1935 był parlamentarnym sekretarzem w Ministerstwie Pracy. Następnie został ministrem emerytur, a w 1936 r. objął stanowisko parlamentarnego sekretarza w Ministerstwie Zdrowia. W latach 1937–1940 był sekretarzem ds. handlu zamorskiego. Od kwietnia do maja 1940 r. pełnił urząd ministra budownictwa okrętowego. W gabinecie wojennym, a następnie gabinecie dozorującym, Churchilla był ministrem rolnictwa i rybołówstwa.
Utracił stanowisko po wyborczej porażce konserwatystów w 1945 r. W Izbie Gmin zasiadał jeszcze do 1952 r., kiedy to otrzymał tytuł 1. wicehrabiego Hudson i zasiadł w Izbie Lordów. Zmarł w 1957 r. Tytuł wicehrabiego odziedziczył jego syn, Robert William.